# 小川内初枝
小川内 初枝（おがわうち はつえ、1966年（昭和41年） - ）は、日本の小説家。大阪府生まれ。

## 経歴
大阪府立大阪女子大学学芸学部国文学科卒業。2000年より1年間大阪文学学校に学ぶ。
2002年、「緊縛」で太宰治賞を受賞してデビュー。

## 作品
- 『緊縛』（筑摩書房 2002年／ちくま文庫 2007年6月）
- 『けもの道』（筑摩書房 2004年）
- 『求愛ダンス』（角川書店 2005年）
- 『恋愛迷子』（光文社 2006年）のち光文社文庫
- 『うちへかえろう』（小学館 2008年）のち文庫
- 『長い予感』（光文社 2008年）